# El niño de nieve
El niño de nieve es un libro publicado por primera vez en 1889 por Manuel del Palacio.

## Publicación
El niño de nieve es un libro de versos de 38 páginas, que se divide en 6 secciones. Se menciona en La España Moderna en 1890 y fue llamado lo "mejor de lo mejor escrito por los contemporáneos."